# ナイジェリア航空2120便墜落事故
ナイジェリア航空2120便墜落事故（ナイジェリアこうくう2120びんついらくじこ）とは、1991年7月11日、サウジアラビアのジッダで発生した航空事故。メッカへの巡礼から帰国するナイジェリアのイスラム教徒向けのチャーター便（「ハッジ・フライト」）として運航されていたナイジェリア航空2120便（ダグラスDC-8-61、カナダのネーションエアからウェット・リース）が機内火災によって墜落し、乗員乗客261人全員が死亡した。
原因は左主脚のタイヤが圧力不足によって離陸滑走中に破裂したことで、それを引き金として着陸装置と滑走路が摩擦して高熱を生じた結果、破損したタイヤの残骸が発火し、その状態のまま着陸装置を機内に格納したため、機内火災が生じて墜落に至った。

## 事故当日の2120便
- 使用機材：DC-8-61
  - 機体記号：C-GMXQ
  - 製造番号：45982/345
  - 履歴[1]
    - 1968年、N8769としてイースタン航空に納入
    - 1970年、日本航空にリース。国内線で運用開始。
    - 1972年、日本航空が買い取り、機体記号をJA8057に変更。
    - 1984年1月、日本航空を退役。キャピトル・エア（en:Capitol Air）に売却、N4582Nとなる。
    - 1984年11月、キャピトル・エアが倒産・運航停止。翌月にカナダ・ノリスエア（英語版）に売却。普段はノリスエア傘下のネーションエアが使用していたが、事故当時はナイジェリア航空にウェット・リース（乗員ごと機体を貸す）されていた。
- 飛行経路
  - 出発地：サウジアラビア・マッカ州ジッダ・キング・アブドゥルアズィーズ国際空港
  - 目的地：ナイジェリア・ソコト州ソコト・サディク・アブバカール3世国際空港
- 乗員：14名（全員、ネーションエア社員）
  - コックピットクルー：3名（機長（47歳）・副操縦士（36歳）・航空機関士（46歳）の各1名）
  - 客室乗務員：9名
  - 航空会社社員：2名
    - 主任整備士とプロジェクトマネージャー（航空機の運営管理を統括）が搭乗
- 乗客：247名
  - ナイジェリアからメッカへ巡礼（ハッジ）に向かった後、ナイジェリアへ帰るイスラム教徒

## 事故の概要
2120便はジッダのキング・アブドゥルアズィーズ国際空港からソコトへ向かう予定であった。離陸滑走開始から15秒程で、コックピットに振動音が響き、航空機関士が「何でしょう？（What's that?）」と発した。2秒後、再び振動音がなり、機長は副操縦士に「フットブレーキを作動させたままじゃないよな？（You're not leaning on the brakes, eh?）」と聞き、副操縦士は「いいえ、足はラダーペダルの下にあるので（No, I 'm not, I got my feet on the bottom of the rudder）。」と答えた。機体は80ノット付近を加速中であり、事故調査でこの時すでに着陸装置が壊れはじめていたことが判明した。滑走開始から28秒後、機長は90ノットをコールし副操縦士が確認した。約45秒後に離陸決心速度（V1）に到達し、6秒後に離陸した。目撃者によると、左主脚から火災が発生しており、着陸装置を格納すると炎は見えなくなった。
3分後、機体に異常が生じ始め、与圧や油圧といった操縦に不可欠な装置が損傷を受けた。2,000フィート (610 m)付近で、機長は高度維持の要求をしたが、この時に「ナイジェリア2120」ではなく「ネーションエア2120」とコールサインを言ってしまった。ところが同じ頃、ジッダ行のサウジアラビア航空（現・サウディア）738便もまた与圧系統のトラブル発生を管制官に通告していたために、管制官は2120便と738便を混同してしまい、高度を3,000フィート (910 m)に上げるよう指示した（状況からするに管制官は738便に呼びかけているつもりで「3,000フィートを維持せよ」と指示したと思われる）。これに対して2120便の機長はコールサインを言わずに「3,000フィートへ上昇のこと了解」と返答し、管制官は以後3分間に渡り通信相手はサウディアだと勘違いしていた。
副操縦士は「緊急事態、緊急事態を宣言する。おそらく、タイヤの破裂が原因だ（... declaring an emergency. We 're declaring an emergency at this time. We believe we have ah, blown tires.）。」と管制官に伝えた。緊急着陸のため空港へ向かっている最中に、客室乗務員がコックピットに入り客室で煙が発生していることを伝えた。空港から11マイル (18 km)付近で、着陸装置を出したところ、火災の延焼が激しくなり乗客の1人が機内から外へ投げ出された。火災が勢いを増したため、客室の床は急速に焼け落ちたが、機体の制御はまだ可能だった。離陸から8分後、空港から10マイル (16 km)地点で機長は「ナイジェリア2120、緊急事態、火災が発生、空港へ迅速に引き返している（Nigeria 2120 declaring an emergency, we are on fire, we are on fire, we are returning to base immediately）。」と管制官に伝えた。8時38分、滑走路から9,433フィート (2,875 m)地点に2120便は墜落、乗員乗客261人全員が死亡した。

## 事故詳細と原因
事故原因は左主脚の圧力不足のタイヤが滑走中に破裂したことに起因する。事故4日前の7月7日に左主脚の2番と4番のタイヤが圧力不足であることが判明し、主任整備士が整備しようとしたがタイヤに充填する窒素を手配できず、出発の遅れを嫌がったプロジェクトマネージャーがタイヤ交換も拒否して出発を許可した。この2人は2120便に搭乗した。
DC-8の片側の主脚は2本の車軸と4本のタイヤで構成されている。2本の車軸は前後に並び、1番と2番のタイヤは同じ車軸の左右に配置され、3番と4番はもう一つの車軸の左右についている。乗客と荷物を満載して離陸滑走を開始した結果、空気圧不足の2番タイヤと同軸の1番タイヤにまず負荷が掛かり、過荷重と圧縮熱で破裂。このため今度は2番タイヤも過荷重となり即座に破裂した。さらに噛み込みにより2番タイヤの回転が止まり、ホイールや主脚が滑走路と擦れて高温の摩擦熱が発生。それによりタイヤに残っていたゴム片が発火した。
乗員は異音と振動からタイヤの異変に気付いたが、そのまま滑走を続けた。やがて離陸して主脚を格納した結果、格納された主脚が火種となり、主脚格納部を取り巻く油圧系統や電気系統に延焼。火災はタイヤのゴム片や油圧系の作動油に加えてマグネシウム合金や、燃料（これは恐らく中央燃料タンクが焼損して漏れ出したもの）にまで燃え広がり、格納部の上方に位置する客室の床を焼き尽くすと共に非常ブレーキを含む操縦系統も焼損した。
客室乗務員がコックピットに入り、煙を報告した頃には、火災のためCVRとFDRの記録が途絶えている。やがて管制官は誤りに気付き、事故機を正しく把握して針路誘導を開始した。
客室内装の一部は主脚格納部に落ち込んだ。滑走路まで11マイル (18 km)付近で緊急着陸のため主脚を出した頃、シートベルトが焼き切れた最初の乗客が機外に放り出された。これは主脚を出した開口部から大量の空気が流れ込んだ結果、一気に火勢が増して客室床の被害が拡大したためと見られている。続けて多数の乗客が座席ごと機外に放り出された。
機長は滑走路まで10マイル (16 km)の時点で3度目の緊急事態を宣言したが、燃料の火勢で機体構造が強度を失い、目撃談によれば機首を突如70°下げて滑走路手前9,433フィート (2,875 m)地点に墜落し爆発炎上した。現場検証によると、墜落直前に空中分解し機首を下げ右にバンクした姿勢で落ちたと見られる。
この事故の主な原因は、整備をおざなりにしたネーションエアと出発を強行したプロジェクトマネージャーにあった。事故直前に整備主任がタイヤに充填する窒素を探したり、タイヤ交換をしたりといったことを試みようとした矢先に、プロジェクトマネージャーが出発の遅れを嫌がってタイヤ整備を拒否してしまった。整備主任はそれに逆らえないまま、そのプロジェクトマネージャーと共に2120便に搭乗して2人とも死亡した。事故の原因に関して、サウジ当局とNTSBの見解には若干相違があり、前者が乗員や管制官に非は無かったとしているのに対し、NTSBは滑走中にタイヤ異常を察知した時点で離陸中止する機会もあったはずであり、また交信記録において管制官に混乱を生じさせたことなどからクルー・リソース・マネジメント（CRM）に問題があった可能性を指摘している。
しかし、この事故の根本的な原因が機体の整備不良にあった上、さらに事故現場からは、ネーションエアの整備員がタイヤの空気圧の数値を改竄した書類の一部が見つかったことから、安全性よりも利益を優先したネーションエアの安全軽視がこの大惨事を招いたという結論は双方とも一致している。
事故機はナイジェリア航空が運航していたものの、乗員ごとネーションエアからリース（ウェットリース）されており、安全上の責任は後者が負っていた。ネーションエアは当時エア・カナダ、カナディアン航空に次ぐカナダ第3位の航空会社だったが、この事故の発生によってツアーオペレーターからの信頼を失ってしまい、以降一度もフライトを行うことなく1993年5月に倒産した。

## 映像化
- 『メーデー!:航空機事故の真実と真相』 第9シーズン第10話「DESERT INFERNO」
- 『世界衝撃映像100連発』 - 2015年12月27日放送。

## 類似インシデント
- ANA1698便

2024年9月7日、福島空港発伊丹行 ANA1698便（ANAウイングス所有ボンバルディアDHC-8-Q400）の4つあるうち右主翼側のタイヤ1本の空気圧が抜け、交換が必要な状況までに下回っているにも関わらず、交換せずに空気（窒素）を入れて出発させた。
伊丹の担当者からは交換を指示されたものの、福島に予備のタイヤの在庫が無かった為、止む無く規則に反する形でこのような応急処置を取り、伊丹到着後に交換した。これに対し福島・伊丹双方の担当者が1ヶ月間本社への報告を怠っていた。
これに対し国土交通省航空局は10月25日付で厳重注意の行政指導を下すと共に再発防止策の策定を命じた。